# 唐·拉森的完全比賽
1956年10月8日，世界大賽第五戰，紐約洋基隊的唐·拉森面對布魯克林道奇隊時投出完全比賽。這場比賽是目前世界大賽上唯一一場季後賽的完全比賽，也是季後賽第一場無安打比賽。2010年國家聯盟分區賽，費城費城人隊的洛伊·哈勒戴投出季後賽第2場無安打比賽。這場比賽也是季後賽第一場27上27下的比賽，第二場27上27下的季後賽則是在2016年國家聯盟冠軍賽，由芝加哥小熊的凱爾·漢崔克斯和阿羅魯迪斯·查普曼達成。

## 背景
1955年世界大賽，拉森首度在世界大賽登板，但輸給了道奇隊。
1956年世界大賽，洋基與道奇再度於世界大賽上碰頭。首戰道奇打敗洋基，第二戰，洋基派出拉森對決道奇隊的唐·紐康伯。然而拉森搞砸了洋基6比0的領先，最終洋基以8比13輸球。拉森只投1.2局，被擊出一支安打，投出4次保送，失4分非自責分。第三戰和第四戰，洋基都拿下勝利，系列賽雙方2比2平手。

## 第五戰
誰贏誰就聽牌的關鍵第五戰，洋基派出拉森先發對決Sal Maglie。Maglie在第4局被米奇·曼托擊出陽春砲，第6局被漢克·鮑爾擊出安打失掉第2分。拉森則是投出27上27下的完全比賽。
拉森只用了97球就投完整場比賽。只有在第一局面對皮·維·瑞斯時投到3壞球。拉森在1998年的一場訪問回憶道：當天他狀況極佳，他都能把球投到他想要的任何位置。第2局，傑基·羅賓森擊出三壘方向強勁滾地球，結果擊中了三壘手的手套而反彈到游擊手被接住，差點就形成安打。9局上，羅伊·坎潘奈拉擊出滾地球被刺殺，此時道奇派出打擊率3成11的Dale Mitchell擔任代打。拉森用了5顆球將Mitchell三振出局。
這場球賽最經典的畫面就是洋基捕手尤吉·貝拉在比賽結束後跑向拉森並給予擁抱。2015年9月22日，貝拉逝世。拉森成為1956年世界大賽出賽的球員中，目前唯一一位還在世的球員，直到拉森於2020年1月1日去世。

### 比賽戰況
| 布魯克林道奇                                                                                | 0 | 0 | 0 | 0 | 0 | 0 | 0 | 0 | 0 | 0 | 0 | 0 |
| 紐約洋基                                                                                    | 0 | 0 | 0 | 1 | 0 | 1 | 0 | 0 | X | 2 | 5 | 0 |
| 勝投： 唐·拉森（1–0） 敗投： Sal Maglie（1–1） 全壘打： 道奇：無 洋基：米奇·曼托（4下,1分） |   |   |   |   |   |   |   |   |   |   |   |   |

## 後續
道奇贏得了第6戰，但是第七戰輸給了洋基。拉森也贏得了世界大賽MVP和貝比·魯斯獎。
2010年，剛投出完全比賽的洛伊·哈勒戴，在國聯分區賽面對辛辛那提紅人隊投出28人次的無安打比賽，只在第5局面對傑·布魯斯投出保送。
2016年國家聯盟冠軍賽，芝加哥小熊的凱爾·漢崔克斯和阿羅魯迪斯·查普曼面對道奇隊聯手投出27上27下的比賽，道奇整場比賽只有4個人上壘，最後擊出3次雙殺和一次牽制出局。